# Сиси ван Марксфелт
Сетске де Хан (хол. Setske de Haan; 24. новембар 1889 — 31. октобар 1948), познатија под књижевним псеудонимом Сиси ван Марксфелт (хол. Cissy van Marxveldt), била је холандска дечја књижевница. Најпознатија је по пенталогији о Јоп тер Хел. Астероид 10667 Ван Марксфелт носи њено име.

## Биографија
Сетске де Хан је рођена 24. новембра 1889. у Орањевауду, селу у холандској провинцији Фризији. Била је ћерка школског директора и професора историје Ајнза (IJnze) де Хана, као и домаћице Фраукје де Грот (Froukje de Groot).
Свог мужа, Леа Бека, који је био управник робне куће и официр пешадије, упознала је 1914. Сетске и Лео су се венчали 2. фебруара 1916. и добили два сина, Леа и Ајнза. Током немачке окупације Холандије, Бек је ухапшен и 1944 погубљен у транзитном логору Вестерборку. За то је Сетске сазнала тек две године касније. Умрла је 31. октобра 1948, природном смрћу у Бусуму.

## Књижевни рад
Сиси ван Марксфелт је започела ауторску каријеру писањем чланака и прича за холандске часописе. У години венчања, издала је прву књигу, која се касније развила у пенталогију о тврдоглавој девојци Јоп тер Хел. Књиге садрже многе делове дневника и писама. Од детињства до брака описују судбину Јоп, њене сестре и пријатеља из школе. Серијал се састоји од пет томова:
- Средњошкослке године Јоп тер Хел (1919)
- Проблеми Јоп тер Хел (1923)
- Венчање Јоп тер Хел (1923)
- Јоп тер Хел и њени дечаци (1925)
- Ћерка Јоп тер Хел (1946)

Сисини девојачки романи имали су значајан утицај на писање Ане Франк, која је писма у свом дневнику писала замишљеној пријатељици Кети. Сматра се да је у питању Кети Франкен, Јопина пријатељица из пенталогије. Исти сличај је и са Пимом, Сисиним ликом чијим именом је Ана називала свога оца Ота. Сиси је такође писала и остале књиге за омладино, од којих је најзапаженија Летња глупост (1927). Последњу књигу, И она је патила, написала је надахнута сазнањем о мужевљевој смрти.